# Adrian Mihalcea
Adrian Mihalcea (n. 24 mai 1976, Slobozia, Ialomița, România) este un fotbalist român retras din activitate, care a jucat pe post de atacant la echipe ca Dinamo, Aris Limassol și Genoa. Pe plan internațional, are prezențe la națională pentru România Sub-21 și România. După încheierea carierei, a devenit antrenor, și antrenează în prezent pe AFC Unirea Slobozia.

## Cariera de fotbalist
Mihalcea și-a început cariera de fotbalist la Dunărea Călărași. În 1996, a ajuns la Dinamo București, echipă alături de care a câștigat titlul de campion al României în anul 2000 și de două ori Cupa României, în 2000 și 2001.
Mihalcea a început sezonul 2001-2002 la Dinamo într-o formă excelentă, marcând 11 goluri în 14 meciuri de campionat. De altfel, la finalul anului 2001, a ocupat locul al cincilea în clasamentul pentru Fotbalistul român al anului. Prin aceste prestații, a atras atenția echipei italiene Genoa 1893 care evolua în Serie B. În ianuarie 2002, Mihalcea a semnat cu echipa italiană, iar în sezonul următor a fost golgheterul echipei Genoa, cu nouă goluri marcate. În vara anului 2003, a fost vândut la altă echipă din Serie B, Hellas Verona, pentru care a marcat în primul sezon cinci goluri în 20 de meciuri de campionat.
După perioada petrecută în Italia, Mihalcea s-a întors la Dinamo București, dar revenirea a fost una dezamăgitoare, atacantul marcând puține goluri, iar Dinamo a ratat titlul în Liga I. Totuși, Dinamo a câștigat în acel sezon Cupa României, iar Mihalcea a fost unul dintre căpitanii echipei. A înscris un singur gol în acel sezon, contra echipei Sportul Studențesc.
În vara anului 2005, Mihalcea a fost din nou vândut de Dinamo, de această dată la echipa sud-coreeană Chunnam Dragons pentru care a jucat în doar trei partide, nereușind să se acomodeze la viața din Asia și la stilul de fotbal de aici. A revenit acasă unde a fost liber de contract pentru două luni și s-a antrenat singur la București, în complexul Dinamo. În martie 2006, a semnat un contract pentru trei luni cu FC Vaslui. Perioada petrecută în Asia l-a scos din atenția selecționerului echipei naționale a României.
În vara anului 2006, Mihalcea a ajuns în Cipru, la Aris Limassol. Startul a fost bun, cu 16 goluri în 24 de partide în primul sezon. În următoarea stagiune, a continuat forma constantă, cu 12 goluri în 25 de meciuri. După ce Aris a retrogradat în divizia secundă din Cipru, AEL Limassol a fost interesată de atacant și l-a achiziționat în vara anului 2008. În 2009, odată cu revenirea lui Aris în prima repriză, și Mihalcea s-a întors la această echipă pentru care a marcat opt goluri în 28 de partide în sezonul 2009-2010, fiind și desemnat căpitanul echipei.
În vara anului 2010, după încheierea contractului cu Aris, Mihalcea a revenit în România și a semnat un contract cu Astra Ploiești. La jumătatea sezonului 2010-2011, a făcut trecerea la Unirea Urziceni.
Finalul carierei de fotbalist a lui Adrian Mihalcea a fost înregistrat la Unirea Slobozia, în Liga II, echipă din orașul său natal. A ajutat echipa să se mențină în eșalonul secund, iar în iunie 2013, și-a anunțat retragerea din activitate, declarându-și dorința de a începe o carieră de antrenor.

## Cariera la echipa națională
Mihalcea a adunat 10 selecții la echipa națională sub 21 de ani a României, pentru care a marcat trei goluri, fiind considerat de către Ilie Dumitrescu ca una dintre vedetele viitoare ale fotbalului românesc, dar la echipa națională mare nu s-a concretizat această promisiune. A fost promovat în lotul echipei mari în anul 1998, dar a adunat în total doar 16 meciuri, fără să marcheze vreun gol. Nu a fost inclus în lotul pentru Euro 2000 și a jucat ultima dată pentru echipa națională în 2003.

## Cariera de antrenor
Mihalcea și-a început cariera de antrenor în 2013, la Unirea Slobozia, în orașul său natal. În 2016, a fost instalat în funcția de antrenor al echipei Dunărea Călărași,  cea la care debutase în fotbalul mare.
În 2017, a devenit antrenor secund al echipei naționale a României, în mandatul lui Cosmin Contra.
În martie 2020, Mihalcea a fost numit antrenorul echipei Dinamo București. După doar șapte meciuri la conducerea echipei, în care a înregistrat o victorie, o remiză și cinci înfrângeri, Mihalcea a fost demis din funcția de antrenor al lui Dinamo, în iulie 2020.
În iunie 2022, a preluat conducerea tehnică a echipei Chindia Târgoviște din Liga I cu care a semnat un contract valabil pe un an, cu opțiune de prelungire pentru încă un an. A demisionat după doar trei luni, din cauza rezultatelor slabe, echipa fiind pe ultimul loc în clasament după zece meciuri disputate în care nu a înregistrat vreo victorie și a adunat doar trei puncte. La scurt timp după plecarea de la Chindia, a fost contactat de Gloria Buzău, club care tocmai se despărțise de Cristian Pustai, și a acceptat un contract pe un an, având ca obiectiv promovarea din Liga a II-a în Liga I.

## Titluri
Dinamo București
- Divizia A: 2000
- Cupa României: 2000, 2001, 2005